# San Miguel de Bernuy
San Miguel de Bernuy – gmina w Hiszpanii, w prowincji Segowia, w Kastylii i León, o powierzchni 18,32 km². W 2011 roku gmina liczyła 168 mieszkańców.